# Kanton Le Havre-6
Der Kanton Le Havre-6 ist seit 1888 ein französischer Wahlkreis für die Wahl des Départementrats im Arrondissement Le Havre im Département Seine-Maritime in der Region Normandie. Das Bureau centralisateur befindet sich in Le Havre.

## Gemeinden
Der Kanton besteht aus zwei Gemeinden und Gemeindeteilen mit insgesamt 35.578 Einwohnern (Stand: 1. Januar 2022) auf einer Gesamtfläche von 5,87 km²:
| Gemeinde          | Einwohner 1. Januar 2022 | Fläche km² | Dichte Einw./km² | Code INSEE | Postleitzahl        |
| ----------------- | ------------------------ | ---------- | ---------------- | ---------- | ------------------- |
| Le Havre          | 28.563                   | 3,61       | 7.912            | 76351      | 76600, 76610, 76620 |
| Sainte-Adresse    | 7.015                    | 2,26       | 3.104            | 76552      | 76310               |
| Kanton Le Havre-6 | 35.578                   | 5,87       | 6.061            | 7619       | –                   |

1. ↑   Nur der westliche Teil der Gemeinde, der Rest verteilt sich auf die Kantone Le Havre-1, Le Havre-2, Le Havre-3, Le Havre-4 und Le Havre-5.